# Escola Básica 2,3 Nuno Gonçalves
A Escola Básica 2,3 Nuno Gonçalves, anteriormente conhecida como Escola Preparatória Nuno Gonçalves, é a principal instituição do Agrupamento de Escolas Nuno Gonçalves e situa-se na zona centro-oriental de Lisboa, na freguesia da Penha de França.
Fundada em 1951, a escola serve de sede ao agrupamento escolar que, desde 2021 está sob a direção da professora Maria Isabel do Carmo Dionísio, e inclui ainda o Jardim de Infância da Pena, a Escola Básica n.º 1 de Lisboa, a Escola Básica Sampaio Garrido, a Escola Básica Natália Correia, a Escola Básica Arq.º Victor Palla e Escola Secundária de Dona Luísa de Gusmão.

## História
A Escola tem como patrono o pintor quinhentista Nuno Gonçalves e começou funcionar como Escola Técnica Elementar no ano letivo 1951/52, tendo iniciado um curso de ensino técnico elementar que, até então, ocupava as instalações do Liceu Gil Vicente.
Durante o Estado Novo, foi durante anos uma escola para o ensino masculino, passando a escola mista quando se iniciou o ciclo preparatório, com a reforma implementada por Veiga Simão.
Outro momento histórico na escola aconteceu no ano letivo de 1990/91, recebeu as primeiras turmas do 3.º ciclo e tornou-se uma escola básica 2,3, tal como ainda se mantém.
Em 2016, um projeto de robótica promovido pela escola foi o vencedor do 2.º ciclo do primeiro orçamento participativo nas escolas da Junta de Freguesia da Penha de França.
A escola promove, desde 2020 e em coordenação com a Cruz Vermelha, aulas de Português Língua Não Materna a refugiados e estrangeiros que chegam a Portugal.
Nos últimos anos, juntamente com outra escola do agrupamento — a Escola Secundária Dona Luísa de Gusmão —, tem vindo a deparar-se com problemas estruturais e de falta de manutenção, tal como foi revelado por um relatório da Protecção Civil, em 2020, que conclui o espaço estava em risco sísmico, com diversos curto-circuitos e com colapso de telhados.

## Patrono
Nuno Gonçalves (c. entre 1420 e 1430 – c.1490) foi um pintor português do século XV. A elaboração da sua biografia não é fácil, considerando a escassez de elementos concretos. A sua obra-prima, datada do século XV, foi o Políptico de São Vicente, comumente conhecido como Painéis de São Vicente de Fora, foi descoberta apenas 1882.